# Токтомышев, Советбек Жайлообекович
Советбек (Саветбек) Жайлообекович Токтомышев (1 мая 1943 — 1 февраля 2022) — советский и киргизский физик, доктор технических наук, профессор, академик Национальной академии наук КР.

## Биография
Родился 1 мая 1943 года в селе Предтеченка Московского района Чуйской области Киргизской ССР в семье призванного в армию колхозника, который в том же году погиб на фронте.
В 1960—1964 годах студент физического факультета Киргизского государственного университета (г. Фрунзе). Перевёлся в Новосибирский государственный университет, там получил диплом и в 1965—1968 годах учился в аспирантуре. В 1970 г. защитил кандидатскую диссертацию:
- Методы измерения коэффициента гибели атомарных частиц кислорода на твердых поверхностях в условиях свободно-молекулярного течения : диссертация … кандидата физико-математических наук : 01.00.00. — Новосибирск, 1970. — 129 с. : ил.

Трудовая деятельность:
- 1968—1976 преподаватель, старший преподаватель и доцент Киргизского государственного университета.
- 1976—1986 зав. кафедрой физики Фрунзенского политехнического института.
- 1986—1988 проректор Киргизского государственного университета по учебной работе.
- 1988—1992 зав. кафедрой физики Фрунзенского политехнического института.
- 1992—1998 ректор Кыргызского государственного университета.
- 1998—1999 министр образования, науки и культуры Киргизии.

С 2000 по 2021 год генеральный директор Центра спутниковой связи, проректор КГНУ по телекоммуникациям, советник ректора, директор Научно-исследовательского центра мониторинга атмосферы.
Доктор технических наук (1984), профессор (1985), академик НАН КР (1997). Автор более 200 научных работ, в том числе монографий и учебных пособий. Был научным руководителем по защите около двадцати кандидатских и докторских диссертаций.
Лауреат премии Ленинского комсомола Киргизской ССР в области науки и техники (1976) — за цикл работ «Разработка метода измерения концентрации атомного кислорода в верхних слоях атмосферы». Награждён орденом «Знак Почёта» (1984), Почётной грамотой ВС Киргизской ССР (1980).
Лауреат Государственной премии КР 2010 года в области науки и техники — за работу «Приборы и методы, разработанные в Кыргызстане для комплексных исследований атмосферного озона».
В 1990-е годы депутат Верховного Совета Киргизии и Жогорку Кенеша.
Сочинения:
- Прямой детекторный метод исследования малых примесей атмосферы : диссертация … доктора физико-математических наук : 01.04.01. — Фрунзе, 1982. — 251 с. : ил.
- Датчик атoмарнoгo кислoрoда и oзoна [текст] / Токтомышев Советбек Ж. ; АН КиргССР. — Фрунзе : Илим, 1981. — 187 с. : ил. — Библиогр.: с. 178—185
- Формирование познавательных умений и навыков как средство повышения качества обучения физике : Учеб. пособие для вузов / В. М. Журавлев, С. Ж. Токтомышев, Э. М. Мамбетакунов, А. Н. Гудимова; Под ред. А. В. Усова. — Фрунзе : Мектеп, 1988. — 220 с. : ил.; 20 см; ISBN 5-658-00174-9 :
- Университет будущего : Кыргызский государственный Национальный университет: прошлое, настоящее, шаги в XXI век. КГНУ, 1997. 149 с.

Умер 1 февраля 2022 года после тяжёлой продолжительной болезни.